# Festival Eurovisão da Canção 1992
O Festival Eurovisão da Canção 1992 (em inglês: Eurovision Song Contest 1992, em francês: Concours Eurovision de la chanson 1992 e em sueco: Eurovisionens Melodi Festival 1992) foi o 37º Festival Eurovisão da Canção e realizou-se a 9 de maio de 1992, na cidade de Malmö, na Suécia. Os apresentadores do evento foram Harald Treutiger e Lydia Cappolicchio. Linda Martin foi a vencedora deste festival com a canção "Why Me?" (Porquê Eu?). A canção foi escrita por Johnny Logan, vencedor do Festival Eurovisão da Canção 1980 e do Festival Eurovisão da Canção 1987, enquanto cantor.

## Local

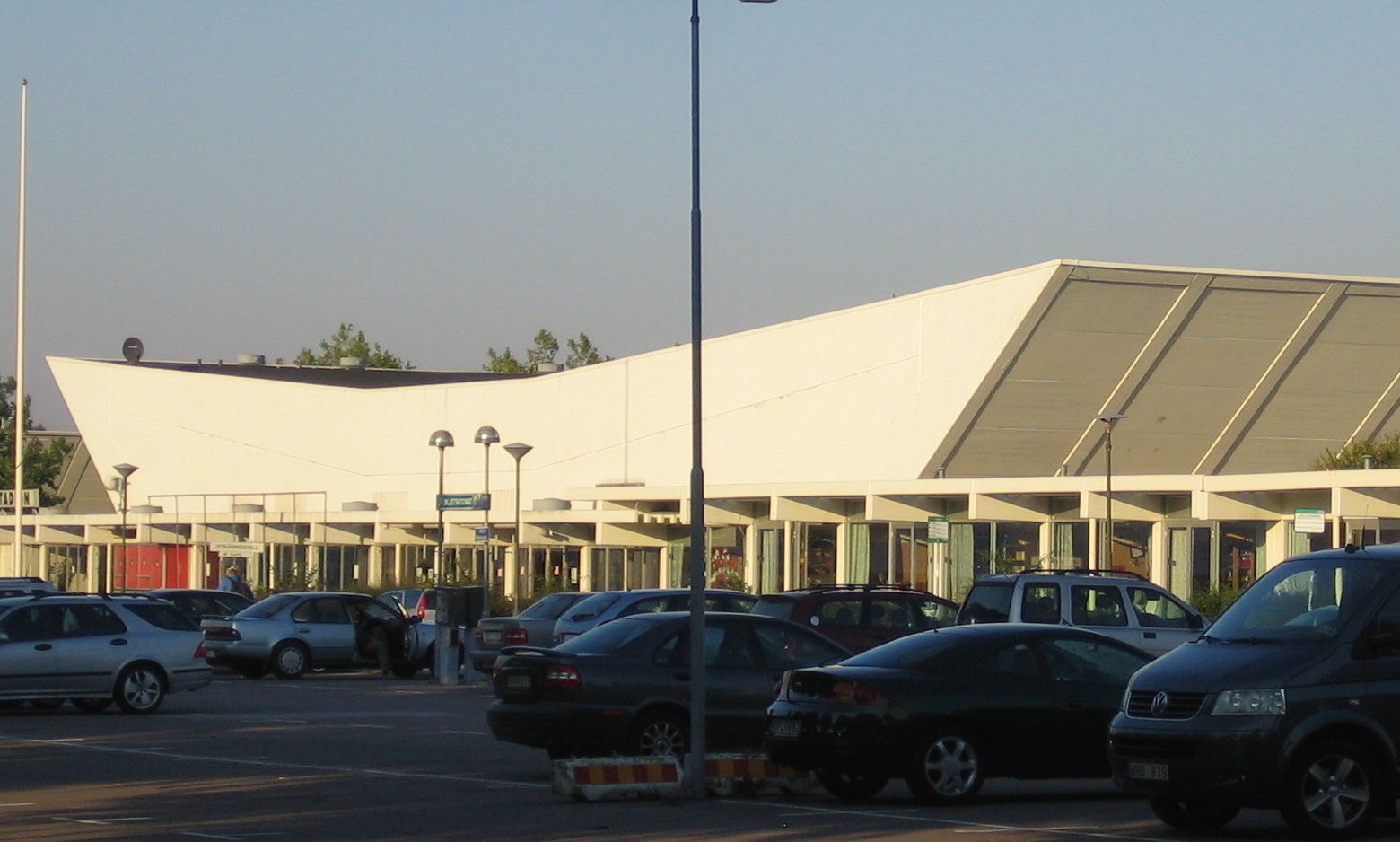
O Malmö Isstadion, em Malmö.

O Festival Eurovisão da Canção 1992 ocorreu em Malmö, na Suécia. Malmö é uma cidade da Suécia, capital da comuna homônima e capital da província de Escânia. Em 2017 contava com uma população de 312 012 habitantes, sendo deste modo a terceira cidade mais populosa do país. O estreito de Öre (Öresund) separa esta cidade da cidade de Copenhaga, na Dinamarca. Em termos económicos, Malmö é um porto exportador de lacticínios, produtos agrícolas, químicos e florestais e importador de combustíveis e maquinaria. A cidade possui indústrias de construção naval, cerveja, açúcar, maquinaria, têxteis, fosfatos, cimento, etc. Foi uma das primeiras e mais industrializadas cidades da Suécia. Malmö foi importante porto da Liga Hanseática. Os principais monumentos a visitar nesta cidade são a fortaleza de Malmö, o edifício da Câmara Municipal e a igreja gótica de São Pedro, construída no século XIV.
O festival em si realizou-se no Malmö Isstadion, é um recinto desportivo, com uma capacidade para 4800 pessoas e foi construída em 1970.

## Formato
Os Países Baixos regressaram ao certame e, para permitir que Malta também participasse, aumentaram o número de vagas para 23, o maior número de países concorrentes até então.
A antiga República Socialista Federativa da Jugoslávia deixou de existir como país, em 1992, dando origem a quatro novas nações. No entanto, a nova República Federativa da Jugoslávia foi responsável pela participação do país nesta edição do Festival Eurovisão da Canção. Este território passou a ser oficialmente designado, em 2003, como Sérvia e Montenegro.
Tal como em 1990, esta edição contou também com uma mascote: o Eurobird. Este serviu para animar a apresentação dos temas a concurso.
Geraldine Olivier sagrou-se vencedora do Concours Eurovision 1992 (final nacional suíça) com o tema "Soleil, Soleil". No entanto, como este tema não respeitava o regulamento acabou por ser substituído por "Mister Music Man" interpretado por Daisy Auvray que tinha alcançado o segundo lugar neste certame.

## Visual
A abertura da competição começou com uma animação em vídeo. A câmera saiu de Roma e do Coliseu, circulou a Torre de Pisa, sobrevoou os Alpes, foi para Paris e a Torre Eiffel e depois contornou a costa europeia para Malmö. Um vídeo com vistas turísticas da Suécia e Malmö seguiu-se. A câmera então revelou o palco com os dançarinos a dançarem "Fångad av in stormvind", a música vencedora do ano anterior. Os apresentadores cumprimentaram os espetadores e aludiram às mudanças políticas contemporâneas e ao surgimento de novos países europeus. Os apresentadores lembraram ainda que aquele dia, 9 de maio, é o dia da Europa. Esta sequência terminou com dois vídeos curtos: o primeiro mostrando uma vitória sueca em uma competição de hóquei no gelo e o segundo com a vitória de Carola em Roma no concurso anterior. Carola então subiu ao palco e cantou "All the Reasons to Live". No final de sua atuação, ela foi acompanhada por vinte e três dançarinos, cada um carregando a bandeira de um dos países participantes.
A orquestra era dirigida por Anders Berglund.
O cenário, inspirado na história de Malmö, foi preenchido pela proa de um barco viking com uma decoração iluminada de uma ponte como pano de fundo.
Os apresentadores foram Lydia Cappolicchio e Harald Treutiger, que falaram aos espectadores em sueca, inglês e francês.
Os cartões postais desdobraram-se sobre as páginas de um álbum de lembranças. Eurobird aparecia na tela e virava as páginas com uma varinha mágica. Cada página incluía a bandeira nacional do país participante, o título da música e os nomes de seus autores e compositores. A bandeira então se expandiu, lançando um vídeo turístico sobre o país. Os cartões postais terminaram com um mapa final na página e a saída do Eurobird. Os apresentadores finalmente cumprimentaram o maestro.
O intervalo foi ocupado por um balé contemporâneo, intitulado "A Century Of Dance" e realizado por David Johnson Dancers. Este ballet revisitou a história da dança do século XX, em ordem cronológica de sua aparência: o hambo, o charleston, o rock 'n' roll, o twist, o disco, o slow e o hip-hop

## Votação
Cada país tinha um júri composto por 11 elementos, que atribuiu 12, 10, 8, 7, 6, 5, 4, 3, 2, 1 pontos às dez canções mais votadas.
O supervisor executivo da EBU foi Frank Naef. Os apresentadores lembraram que ele estava oficiando há quinze anos e, em seguida, anunciou que ele estava se aposentando naquele ano. Frank Naef agradeceu e confirmou que a Eurovisão permaneceria, mas teria de se adaptar para acolher novos países que desejassem participar. Ele então felicitou calorosamente a televisão pública sueca pela sua eficiência. Concluiu agradecendo aos dois colaboradores mais próximos, que o ajudaram desde 1977: Marie-Claire Vionnet e Brian Fraser. Ele recebeu um buquê de flores de Carola.
Durante a votação, a câmera fez vários close-ups dos artistas. Em particular, Linda Martin e o Michael Ball apareceram.

## Participações individuais
Predefinição:Participações Individuais ESC1992

## Participantes

Países participantes

| País          | Título original da Canção                             | Artista                      | Processo                                                   | Data da Selecção        |
| País          | Tradução em Português                                 | Idiomas de Interpretação     | Processo                                                   | Data da Selecção        |
| ------------- | ----------------------------------------------------- | ---------------------------- | ---------------------------------------------------------- | ----------------------- |
| Alemanha      | "Träume sind für alle da"                             | Wind                         | Ein lied für Malmö 1992                                    | 30 de março de 1992     |
| Alemanha      | Sonhos estão aí para toda o mundo                     | Alemão                       | Ein lied für Malmö 1992                                    | 30 de março de 1992     |
| Áustria       | "Zusammen geh'n"                                      | Tony Wegas                   | Seleção interna                                            | -                       |
| Áustria       | Vamos juntos                                          | Alemão                       | Seleção interna                                            | -                       |
| Bélgica       | "Nous, on veut des violons"                           | Morgane                      | Concours Eurovision de la Chanson – Finale Nationale 1992  | 8 de março de 1992      |
| Bélgica       | Nós queremos violinos                                 | Francês                      | Concours Eurovision de la Chanson – Finale Nationale 1992  | 8 de março de 1992      |
| Chipre        | "Teriazoume" (Ταιριάζουμε)                            | Evridiki                     | Kýprioi Telikoú tis Diagonismós Tragoudioú Eurovision 1992 | 13 de março de 1992     |
| Chipre        | Nós combinamos                                        | Grego                        | Kýprioi Telikoú tis Diagonismós Tragoudioú Eurovision 1992 | 13 de março de 1992     |
| Dinamarca     | "Alt det som ingen ser"                               | Kenny Lübcke & Lotte Nilsson | Dansk Melodi Grand-Prix 1992                               | 29 de fevereiro de 1992 |
| Dinamarca     | Todas as coisas que ninguém vê                        | Dinamarquês                  | Dansk Melodi Grand-Prix 1992                               | 29 de fevereiro de 1992 |
| Espanha       | "Todo esto es la música"                              | Serafín Zubiri               | Selecção Interna                                           | -                       |
| Espanha       | Tudo isto é música                                    | Castelhano                   | Selecção Interna                                           | -                       |
| Finlândia     | "Yamma-Yamma"                                         | Pave Maijanen                | Euroviisut 1992                                            | 29 de fevereiro de 1992 |
| Finlândia     | Yamma-Yamma                                           | Finlandês                    | Euroviisut 1992                                            | 29 de fevereiro de 1992 |
| França        | "Monté la riviè"                                      | Kali                         | Seleção interna                                            | -                       |
| França        | Sobe o rio                                            | Francês & Crioulo haitiano   | Seleção interna                                            | -                       |
| Grécia        | "Olou tou kosmou i Elpida" (Όλου του κόσμου η Ελπίδα) | Cleopatra                    | Seleção interna                                            | -                       |
| Grécia        | O Mundo inteiro de esperança                          | Grego                        | Seleção interna                                            | -                       |
| Irlanda       | "Why Me?"                                             | Linda Martin                 | National Song Contest 1992                                 | 29 de março de 1992     |
| Irlanda       | Porquê Eu?                                            | Inglês                       | National Song Contest 1992                                 | 29 de março de 1992     |
| Islândia      | "Nei eða já"                                          | Heart 2 Heart                | Íslenska Söngvakeppni Sjónvarpsins 1992                    | 22 de fevereiro de 1992 |
| Islândia      | Não ou Sim                                            | Islandês                     | Íslenska Söngvakeppni Sjónvarpsins 1992                    | 22 de fevereiro de 1992 |
| Israel        | "Ze Rak Sport" (זה רק ספורט)                          | Dafna Dekel                  | Kdam Eurovision 1992                                       | 28 de março de 1992     |
| Israel        | Isto é Apenas Desporto                                | Hebraico                     | Kdam Eurovision 1992                                       | 28 de março de 1992     |
| Itália        | "Rapsodia"                                            | Mia Martini                  | Seleção interna                                            | -                       |
| Itália        | Rapsódia                                              | Italiano                     | Seleção interna                                            | -                       |
| Iugoslávia    | "Ljubim te pesmama" (Љубим те песмама)                | Extra Nena                   | Pjesma Eurovizije 1992                                     | 28 de março de 1992     |
| Iugoslávia    | Eu estou beijando-te com canções                      | Servo-Croata                 | Pjesma Eurovizije 1992                                     | 28 de março de 1992     |
| Luxemburgo    | "Sou fräi"                                            | Marion Welter & Kontinent    | Finale nationale luxembourgeoise 1992                      | 15 de março de 1992     |
| Luxemburgo    | Tão livre                                             | Luxemburguês                 | Finale nationale luxembourgeoise 1992                      | 15 de março de 1992     |
| Malta         | "Little Child"                                        | Mary Spiteri                 | Kanzunetta għall-Ewropa 1992                               | 14 de março de 1992     |
| Malta         | Criancinha                                            | Inglês                       | Kanzunetta għall-Ewropa 1992                               | 14 de março de 1992     |
| Noruega       | "Visjoner"                                            | Merethe Trøan                | Melodi Grand-Prix 1992                                     | 21 de março de 1992     |
| Noruega       | Visões                                                | Norueguês                    | Melodi Grand-Prix 1992                                     | 21 de março de 1992     |
| Países Baixos | "Wijs me de weg"                                      | Humphrey Campbell            | Nationaal Songfestival 1992                                | 29 de março de 1992     |
| Países Baixos | Mostra-me o caminho                                   | Holandês                     | Nationaal Songfestival 1992                                | 29 de março de 1992     |
| Portugal      | "Amor D'Água Fresca"                                  | Dina                         | Festival RTP da Canção 1992                                | 7 de março de 1992      |
| Portugal      | Amor D'Água Fresca                                    | Português                    | Festival RTP da Canção 1992                                | 7 de março de 1992      |
| Reino Unido   | "One Step Out of Time"                                | Michael Ball                 | A song for Europe 1992                                     | 3 de abril de 1992      |
| Reino Unido   | Um passo fora do tempo                                | Inglês                       | A song for Europe 1992                                     | 3 de abril de 1992      |
| Suécia        | "I morgon är en annan dag"                            | Christer Björkman            | Melodifestivalen 1992                                      | 14 de março de 1992     |
| Suécia        | Amanhã é outro dia                                    | Sueco                        | Melodifestivalen 1992                                      | 14 de março de 1992     |
| Suíça         | "Mister Music Man"                                    | Daisy Auvray                 | Finale nationale suisse 1992                               | 23 de fevereiro de 1992 |
| Suíça         | Senhor Músico                                         | Francês                      | Finale nationale suisse 1992                               | 23 de fevereiro de 1992 |
| Turquia       | "Yaz bitti"                                           | Aylin Vatankoş               | Eurovision Şarkı Yarışması Türkiye Finali 1992             | 21 de março de 1992     |
| Turquia       | O verão acabou                                        | Turco                        | Eurovision Şarkı Yarışması Türkiye Finali 1992             | 21 de março de 1992     |

## Festival
| #   | País          | Idioma                     | Artista                      | Canção                                                | Lugar | Pontuação |
| --- | ------------- | -------------------------- | ---------------------------- | ----------------------------------------------------- | ----- | --------- |
| 1º  | Espanha       | Castelhano                 | Serafín Zubiri               | "Todo esto es la música"                              | 14º   | 37        |
| 2º  | Bélgica       | Francês                    | Morgane                      | "Nous, on veut des violons"                           | 20º   | 11        |
| 3º  | Israel        | Hebraico                   | Dafna Dekel                  | "Ze Rak Sport" (זה רק ספורט)                          | 6º    | 85        |
| 4º  | Turquia       | Turco                      | Aylin Vatankoş               | "Yaz bitti"                                           | 19º   | 17        |
| 5º  | Grécia        | Grego                      | Cleopatra                    | "Olou tou kosmou i Elpida" (Όλου του κόσμου η Ελπίδα) | 5º    | 94        |
| 6º  | França        | Francês & Crioulo haitiano | Kali                         | "Monté la riviè"                                      | 8º    | 73        |
| 7º  | Suécia        | Sueco                      | Christer Björkman            | "I morgon är en annan dag"                            | 22º   | 9         |
| 8º  | Portugal      | Português                  | Dina                         | "Amor D'Água Fresca"                                  | 17º   | 26        |
| 9º  | Chipre        | Grego                      | Evridiki                     | "Teriazoume" (Ταιριάζουμε)                            | 11º   | 57        |
| 10º | Malta         | Inglês                     | Mary Spiteri                 | "Little Child"                                        | 3º    | 123       |
| 11º | Islândia      | Islandês                   | Heart 2 Heart                | "Nei eða já"                                          | 7º    | 80        |
| 12º | Finlândia     | Finlandês                  | Pave Maijanen                | "Yamma-Yamma"                                         | 23º   | 4         |
| 13º | Suíça         | Francês                    | Daisy Auvray                 | "Mister Music Man"                                    | 15º   | 32        |
| 14º | Luxemburgo    | Luxemburguês               | Marion Welter & Kontinent    | "Sou fräi"                                            | 21º   | 10        |
| 15º | Áustria       | Alemão                     | Tony Wegas                   | "Zusammen geh'n"                                      | 10º   | 63        |
| 16º | Reino Unido   | Inglês                     | Michael Ball                 | "One Step Out of Time"                                | 2º    | 139       |
| 17º | Irlanda       | Inglês                     | Linda Martin                 | "Why Me?"                                             | 1º    | 155       |
| 18º | Dinamarca     | Dinamarquês                | Kenny Lübcke & Lotte Nilsson | "Alt det som ingen ser"                               | 12º   | 47        |
| 19º | Itália        | Italiano                   | Mia Martini                  | "Rapsodia"                                            | 4º    | 111       |
| 20º | Iugoslávia    | Servo-Croata               | Extra Nena                   | "Ljubim te pesmama" (Љубим те песмама)                | 13º   | 44        |
| 21º | Noruega       | Norueguês                  | Merethe Trøan                | "Visjoner"                                            | 18º   | 23        |
| 22º | Alemanha      | Alemão                     | Wind                         | "Träume sind für alle da"                             | 16º   | 27        |
| 23º | Países Baixos | Holandês                   | Humphrey Campbell            | "Wijs me de weg"                                      | 9º    | 67        |

### Resultados
A ordem de votação no Festival Eurovisão da Canção 1992, foi a seguinte:

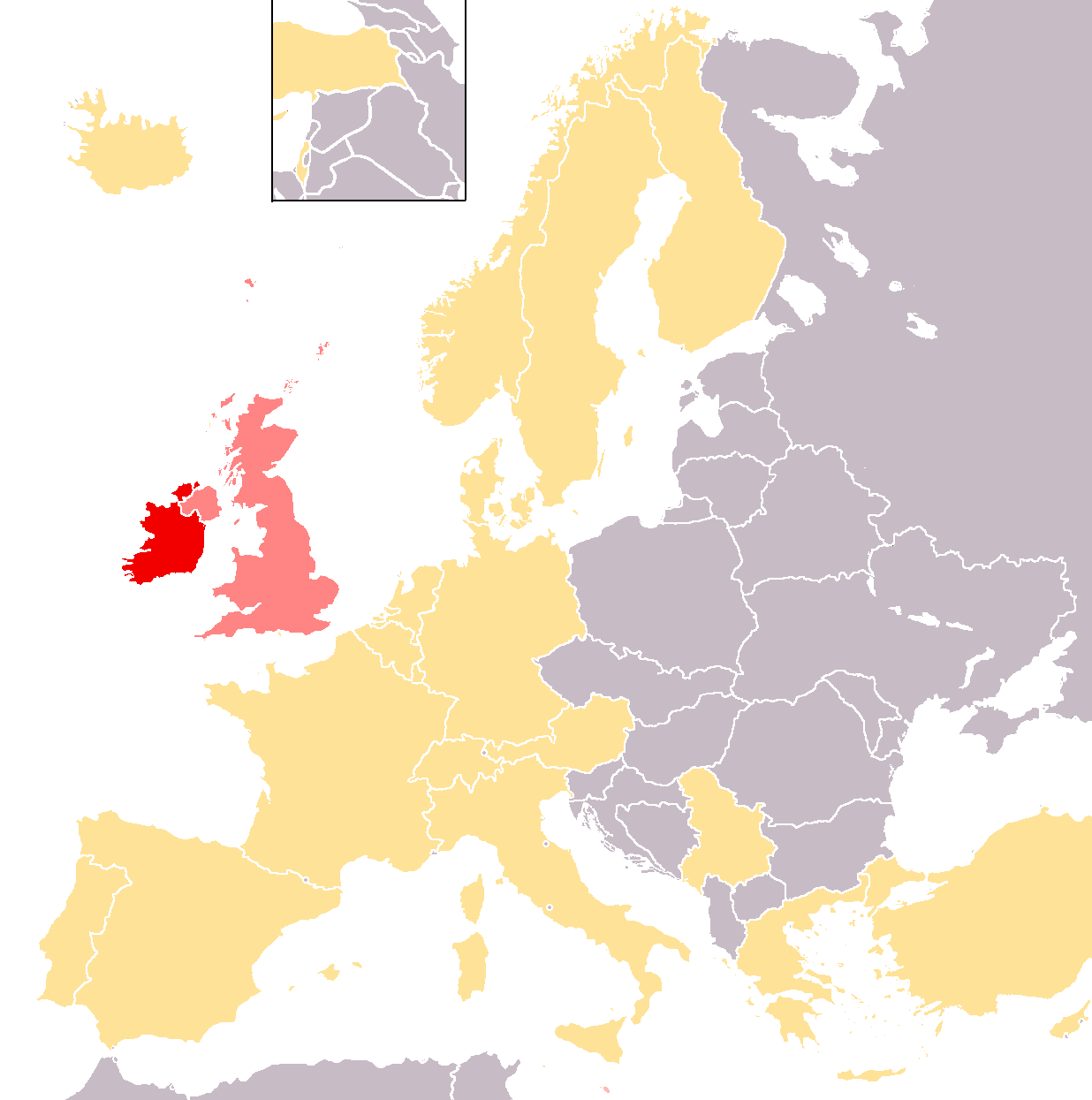
Vencedor
2º classificado
3º classificado

| Países Votantes | Países Pontuados | Países Pontuados | Países Pontuados | Países Pontuados | Países Pontuados | Países Pontuados | Países Pontuados | Países Pontuados | Países Pontuados | Países Pontuados | Países Pontuados | Países Pontuados | Países Pontuados | Países Pontuados | Países Pontuados | Países Pontuados | Países Pontuados     | Países Pontuados | Países Pontuados | Países Pontuados    | Países Pontuados | Países Pontuados | Países Pontuados |
| --------------- | ---------------- | ---------------- | ---------------- | ---------------- | ---------------- | ---------------- | ---------------- | ---------------- | ---------------- | ---------------- | ---------------- | ---------------- | ---------------- | ---------------- | ---------------- | ---------------- | -------------------- | ---------------- | ---------------- | ------------------- | ---------------- | ---------------- | ---------------- |
| Países Votantes | Espanha          | Bélgica          | Israel           | Turquia          | Grécia           | França           | Suécia           | Portugal         | Chipre           | Malta            | Islândia         | Finlândia        | Suíça            | Luxemburgo       | Áustria          | Reino Unido      | República da Irlanda | Dinamarca        | Itália           | Sérvia e Montenegro | Noruega          | Alemanha         | Países Baixos    |
| Espanha         |                  | 3                | 10               |                  |                  | 6                |                  |                  |                  | 12               | 8                |                  |                  |                  | 2                | 5                | 1                    | 4                |                  |                     |                  |                  | 7                |
| Bélgica         | 1                |                  |                  |                  |                  |                  |                  |                  |                  | 10               | 4                |                  | 5                |                  | 8                | 12               | 7                    |                  |                  |                     | 3                | 6                | 2                |
| Israel          |                  |                  |                  |                  | 7                | 12               |                  | 8                | 3                |                  | 4                | 1                |                  |                  |                  | 2                |                      | 6                |                  | 10                  |                  |                  | 5                |
| Turquia         | 1                | 4                | 2                |                  | 8                | 3                |                  |                  |                  |                  |                  |                  |                  |                  |                  | 10               | 12                   |                  | 5                | 6                   |                  |                  | 7                |
| Grécia          | 4                |                  |                  |                  |                  |                  |                  | 2                | 10               | 7                | 6                |                  |                  |                  | 8                |                  | 12                   |                  | 3                | 1                   |                  |                  | 5                |
| França          | 6                | 3                | 8                |                  | 7                |                  | 1                |                  | 2                |                  |                  |                  |                  |                  |                  | 10               |                      |                  | 12               | 5                   |                  |                  | 4                |
| Suécia          |                  |                  | 4                |                  | 3                |                  |                  |                  |                  | 12               | 6                |                  |                  |                  | 1                | 5                | 10                   | 7                | 8                |                     | 2                |                  |                  |
| Portugal        |                  |                  | 7                |                  | 5                |                  |                  |                  | 2                | 12               | 6                |                  |                  |                  | 3                |                  | 4                    | 1                | 8                |                     |                  | 10               |                  |
| Chipre          |                  |                  | 4                |                  | 12               | 3                |                  |                  |                  | 1                |                  |                  |                  |                  | 8                | 6                | 5                    |                  | 10               | 2                   |                  |                  | 7                |
| Malta           | 2                |                  | 7                | 8                |                  |                  |                  |                  | 1                |                  |                  |                  |                  | 10               | 4                | 6                | 12                   |                  | 5                | 3                   |                  |                  |                  |
| Islândia        |                  |                  |                  |                  | 2                |                  |                  |                  |                  | 8                |                  |                  | 12               |                  |                  | 4                | 7                    | 6                | 10               | 5                   | 1                |                  | 3                |
| Finlândia       | 3                |                  |                  |                  | 5                | 7                |                  | 2                | 8                |                  |                  |                  |                  |                  |                  | 6                | 10                   |                  | 12               | 4                   | 1                |                  |                  |
| Suíça           |                  |                  | 4                |                  | 10               | 12               |                  |                  | 2                | 5                | 3                |                  |                  |                  |                  | 8                | 6                    |                  | 7                |                     |                  |                  | 1                |
| Luxemburgo      | 3                | 1                | 8                |                  |                  |                  |                  |                  |                  | 12               | 5                |                  |                  |                  |                  | 7                | 10                   | 6                |                  | 2                   | 4                |                  |                  |
| Áustria         | 2                |                  | 1                |                  | 4                |                  |                  |                  |                  | 8                | 7                |                  |                  |                  |                  | 12               | 10                   | 3                | 6                |                     |                  |                  | 5                |
| Reino Unido     | 1                |                  | 7                |                  |                  |                  |                  |                  |                  |                  | 12               |                  | 4                |                  | 10               |                  | 8                    | 3                |                  |                     | 5                | 6                | 2                |
| Irlanda         |                  |                  |                  | 3                |                  | 5                |                  |                  | 6                | 10               |                  |                  | 1                |                  | 12               | 7                |                      |                  |                  | 4                   |                  | 2                | 8                |
| Dinamarca       | 1                |                  | 2                |                  |                  |                  | 4                |                  |                  | 8                | 5                |                  |                  |                  | 7                | 12               | 10                   |                  |                  |                     | 6                | 3                |                  |
| Itália          | 7                |                  |                  |                  | 12               | 6                |                  | 1                | 4                | 3                | 5                |                  | 10               |                  |                  | 8                | 2                    |                  |                  |                     |                  |                  |                  |
| Iugoslávia      |                  |                  | 12               | 6                | 7                |                  | 4                | 5                | 8                | 10               |                  | 3                |                  |                  |                  |                  | 2                    |                  |                  |                     | 1                |                  |                  |
| Noruega         | 5                |                  | 2                |                  | 8                | 10               |                  |                  | 3                |                  | 1                |                  |                  |                  |                  |                  | 7                    | 6                | 12               |                     |                  |                  | 4                |
| Alemanha        |                  |                  | 4                |                  |                  | 3                |                  | 8                |                  |                  | 6                |                  |                  |                  |                  | 12               | 10                   | 5                | 1                | 2                   |                  |                  | 7                |
| Países Baixos   | 1                |                  | 3                |                  | 4                | 6                |                  |                  | 8                | 5                | 2                |                  |                  |                  |                  | 7                | 10                   |                  | 12               |                     |                  |                  |                  |
| Total           | 37               | 11               | 85               | 17               | 94               | 73               | 9                | 26               | 57               | 123              | 80               | 4                | 32               | 10               | 63               | 139              | 155                  | 47               | 111              | 44                  | 23               | 27               | 67               |
| Lugar           | 14º              | 20º              | 6º               | 19º              | 5º               | 8º               | 22º              | 17º              | 11º              | 3º               | 7º               | 23º              | 15º              | 21º              | 10º              | 2º               | 1º                   | 12º              | 4º               | 13º                 | 18º              | 16º              | 9º               |
| Países Votantes | Espanha          | Bélgica          | Israel           | Turquia          | Grécia           | França           | Suécia           | Portugal         | Chipre           | Malta            | Islândia         | Finlândia        | Suíça            | Luxemburgo       | Áustria          | Reino Unido      | República da Irlanda | Dinamarca        | Itália           | Sérvia e Montenegro | Noruega          | Alemanha         | Países Baixos    |
| Países Votantes | Países Pontuados |                  |                  |                  |                  |                  |                  |                  |                  |                  |                  |                  |                  |                  |                  |                  |                      |                  |                  |                     |                  |                  |                  |

| Países Votantes | Países Pontuados | Países Pontuados | Países Pontuados | Países Pontuados | Países Pontuados | Países Pontuados | Países Pontuados | Países Pontuados | Países Pontuados | Países Pontuados | Países Pontuados | Países Pontuados | Países Pontuados | Países Pontuados | Países Pontuados | Países Pontuados | Países Pontuados     | Países Pontuados | Países Pontuados | Países Pontuados    | Países Pontuados | Países Pontuados | Países Pontuados |
| --------------- | ---------------- | ---------------- | ---------------- | ---------------- | ---------------- | ---------------- | ---------------- | ---------------- | ---------------- | ---------------- | ---------------- | ---------------- | ---------------- | ---------------- | ---------------- | ---------------- | -------------------- | ---------------- | ---------------- | ------------------- | ---------------- | ---------------- | ---------------- |
| Países Votantes | Espanha          | Bélgica          | Israel           | Turquia          | Grécia           | França           | Suécia           | Portugal         | Chipre           | Malta            | Islândia         | Finlândia        | Suíça            | Luxemburgo       | Áustria          | Reino Unido      | República da Irlanda | Dinamarca        | Itália           | Sérvia e Montenegro | Noruega          | Alemanha         | Países Baixos    |
| Espanha         | 0                | 3                | 10               | 0                | 0                | 6                | 0                | 0                | 0                | 12               | 8                | 0                | 0                | 0                | 2                | 5                | 1                    | 4                | 0                | 0                   | 0                | 0                | 7                |
| Bélgica         | 1                | 3                | 10               | 0                | 0                | 6                | 0                | 0                | 0                | 22               | 12               | 0                | 5                | 0                | 10               | 17               | 8                    | 4                | 0                | 0                   | 3                | 6                | 9                |
| Israel          | 1                | 3                | 10               | 0                | 7                | 18               | 0                | 8                | 3                | 22               | 16               | 1                | 5                | 0                | 10               | 19               | 8                    | 10               | 0                | 10                  | 3                | 6                | 14               |
| Turquia         | 2                | 7                | 12               | 0                | 15               | 21               | 0                | 8                | 3                | 22               | 16               | 1                | 5                | 0                | 10               | 29               | 20                   | 10               | 5                | 16                  | 3                | 6                | 21               |
| Grécia          | 6                | 7                | 12               | 0                | 15               | 21               | 0                | 10               | 13               | 29               | 22               | 1                | 5                | 0                | 18               | 29               | 32                   | 10               | 8                | 17                  | 3                | 6                | 26               |
| França          | 12               | 10               | 20               | 0                | 22               | 21               | 1                | 10               | 15               | 29               | 22               | 1                | 5                | 0                | 18               | 39               | 32                   | 10               | 20               | 22                  | 3                | 6                | 30               |
| Suécia          | 12               | 10               | 24               | 0                | 25               | 21               | 1                | 10               | 15               | 41               | 28               | 1                | 5                | 0                | 19               | 44               | 42                   | 17               | 28               | 22                  | 5                | 6                | 30               |
| Portugal        | 12               | 10               | 31               | 0                | 30               | 21               | 1                | 10               | 17               | 53               | 34               | 1                | 5                | 0                | 22               | 44               | 46                   | 18               | 36               | 22                  | 5                | 16               | 30               |
| Chipre          | 12               | 10               | 35               | 0                | 42               | 24               | 1                | 10               | 17               | 54               | 34               | 1                | 5                | 0                | 30               | 50               | 51                   | 18               | 46               | 24                  | 5                | 16               | 37               |
| Malta           | 14               | 10               | 42               | 8                | 42               | 24               | 1                | 10               | 18               | 54               | 34               | 1                | 5                | 10               | 34               | 56               | 63                   | 18               | 51               | 27                  | 5                | 16               | 37               |
| Islândia        | 14               | 10               | 42               | 8                | 44               | 24               | 1                | 10               | 18               | 62               | 34               | 1                | 17               | 10               | 34               | 60               | 70                   | 24               | 61               | 32                  | 6                | 16               | 40               |
| Finlândia       | 17               | 10               | 42               | 8                | 49               | 31               | 1                | 12               | 26               | 62               | 34               | 1                | 17               | 10               | 34               | 66               | 80                   | 24               | 73               | 36                  | 7                | 16               | 40               |
| Suíça           | 17               | 10               | 46               | 8                | 59               | 43               | 1                | 12               | 28               | 67               | 37               | 1                | 17               | 10               | 34               | 74               | 86                   | 24               | 80               | 36                  | 7                | 16               | 41               |
| Luxemburgo      | 20               | 11               | 54               | 8                | 59               | 43               | 1                | 12               | 28               | 79               | 42               | 1                | 17               | 10               | 34               | 81               | 96                   | 30               | 80               | 38                  | 11               | 16               | 41               |
| Áustria         | 22               | 11               | 55               | 8                | 63               | 43               | 1                | 12               | 28               | 87               | 49               | 1                | 17               | 10               | 34               | 93               | 106                  | 33               | 86               | 38                  | 11               | 16               | 46               |
| Reino Unido     | 23               | 11               | 62               | 8                | 63               | 43               | 1                | 12               | 28               | 87               | 61               | 1                | 21               | 10               | 44               | 93               | 114                  | 36               | 86               | 38                  | 16               | 22               | 48               |
| Irlanda         | 23               | 11               | 62               | 11               | 63               | 48               | 1                | 12               | 34               | 97               | 61               | 1                | 22               | 10               | 56               | 100              | 114                  | 36               | 86               | 42                  | 16               | 24               | 56               |
| Dinamarca       | 24               | 11               | 64               | 11               | 63               | 48               | 5                | 12               | 34               | 105              | 66               | 1                | 22               | 10               | 63               | 112              | 124                  | 36               | 86               | 42                  | 22               | 27               | 56               |
| Itália          | 31               | 11               | 64               | 11               | 75               | 54               | 5                | 13               | 38               | 108              | 71               | 1                | 32               | 10               | 63               | 120              | 126                  | 36               | 86               | 42                  | 22               | 27               | 56               |
| Iugoslávia      | 31               | 11               | 76               | 17               | 82               | 54               | 9                | 18               | 46               | 118              | 71               | 4                | 32               | 10               | 63               | 10               | 128                  | 36               | 86               | 42                  | 23               | 27               | 56               |
| Noruega         | 36               | 11               | 78               | 17               | 90               | 64               | 9                | 18               | 49               | 118              | 72               | 4                | 32               | 10               | 63               | 120              | 135                  | 42               | 98               | 42                  | 23               | 27               | 60               |
| Alemanha        | 36               | 11               | 82               | 17               | 90               | 67               | 9                | 26               | 49               | 118              | 78               | 4                | 32               | 10               | 63               | 132              | 145                  | 47               | 99               | 44                  | 23               | 27               | 67               |
| Países Baixos   | 37               | 11               | 85               | 17               | 94               | 73               | 9                | 26               | 57               | 123              | 80               | 4                | 32               | 10               | 63               | 139              | 155                  | 47               | 111              | 44                  | 23               | 27               | 67               |
| Lugar           | 14º              | 20º              | 6º               | 19º              | 5º               | 8º               | 22º              | 17º              | 11º              | 3º               | 7º               | 23º              | 15º              | 21º              | 10º              | 2º               | 1º                   | 12º              | 4º               | 13º                 | 18º              | 16º              | 9º               |
| Países Votantes | Espanha          | Bélgica          | Israel           | Turquia          | Grécia           | França           | Suécia           | Portugal         | Chipre           | Malta            | Islândia         | Finlândia        | Suíça            | Luxemburgo       | Áustria          | Reino Unido      | República da Irlanda | Dinamarca        | Itália           | Sérvia e Montenegro | Noruega          | Alemanha         | Países Baixos    |
| Países Votantes | Países Pontuados |                  |                  |                  |                  |                  |                  |                  |                  |                  |                  |                  |                  |                  |                  |                  |                      |                  |                  |                     |                  |                  |                  |

#### 12 pontos
Os países que receberam 12 pontos foram os seguintes:
| # | Países Pontuados | Países Votantes                           |
| - | ---------------- | ----------------------------------------- |
| 4 | Malta            | Espanha, Luxemburgo, Portugal, Suécia     |
| 4 | Itália           | Finlândia, França, Noruega, Países Baixos |
| 4 | Reino Unido      | Alemanha, Áustria, Bélgica, Dinamarca     |
| 3 | Irlanda          | Grécia, Malta, Turquia                    |
| 2 | Grécia           | Chipre, Itália                            |
| 2 | França           | Israel, Suíça                             |
| 1 | Áustria          | Irlanda                                   |
| 1 | Islândia         | Reino Unido                               |
| 1 | Israel           | Jugoslávia                                |
| 1 | Suíça            | Islândia                                  |

### Maestros
Em baixo encontra-se a lista de maestros que conduziram a orquestra, na respectiva actuação de cada país concorrente. 
| País              | Maestro              |
| ----------------- | -------------------- |
| Espanha           | Javier Losada        |
| Bélgica           | Frank Fievez         |
| Israel            | Kobi Oshrat          |
| Turquia           | Aydın Özarı          |
| Grécia            | Haris Andreadis      |
| França            | Magdi Vasco Noverraz |
| Suécia            | Anders Berglund      |
| Portugal          | Carlos Alberto Moniz |
| Chipre            | George Theophanous   |
| Malta             | Paul Abela           |
| Islândia          | Nigel Wright         |
| Finlândia         | Olli Ahvenlahti      |
| Suíça             | Roby Seidel          |
| Luxemburgo        | Christian Jacob      |
| Áustria           | Leon Ives            |
| Reino Unido       | Ronnie Hazlehurst    |
| Irlanda           | Noel Kelehan         |
| Dinamarca         | Henrik Krogsgård     |
| Itália            | Marco Falagiani      |
| Iugoslávia        | Anders Berglund      |
| Noruega           | Rolf Løvland         |
| Alemanha          | Norbert Daum         |
| Países Baixos     | Harry van Hoof       |
| Maestro anfitrião | Anders Berglund      |

## Artistas repetentes
Alguns artistas repetiram a sua experiência Eurovisiva. Em 1992, os repetentes foram:
| País (1992) | Foto                    | Artista                              | Ano Anterior                       | País Representado            | Canção                            | Tradução        | Pontuação | Classificação |
| ----------- | ----------------------- | ------------------------------------ | ---------------------------------- | ---------------------------- | --------------------------------- | --------------- | --------- | ------------- |
| Alemanha    |                         | Wind                                 | ESC 1985                           | Alemanha                     | "Für alle"                        | Para todos      | 105       | 2º            |
| Alemanha    | ESC 1987                | Wind                                 | Alemanha                           | "Laß die Sonne in dein Herz" | Deixa o sol entrar no teu coração | 141             | 2º        |               |
| Islândia    |                         | Sigga (como parte dos Heart 2 Heart) | ESC 1990 (como parte dos Stjórnin) | Islândia                     | "Eitt lag enn"                    | Mais uma canção | 124       | 4º            |
| Islândia    | ESC 1991 (como corista) | Sigga (como parte dos Heart 2 Heart) | Islândia                           | "Draumur um Nínu"            | Um sonho sobre Nina               | 26              | 15º       |               |
| Irlanda     |                         | Linda Martin                         | ESC 1984                           | Irlanda                      | "Terminal 3"                      | Terminal 3      | 137       | 2º            |
| Itália      |                         | Mia Martini                          | ESC 1977                           | Itália                       | "Libera"                          | Livre           | 33        | 13º           |